# Hephzibah
Hephzibah  è un nome proprio di persona inglese femminile.

## Varianti
- Femminili: Hepzibah[1][2]
  - Ipocoristici: Hepsie[1][2], Eppie[1][2]

## Origine e diffusione
Riprende il nome ebraico חֶפְצִי־בָּה (Cheftzi-Vah, Hephtzibah), composto da hephtzi ("mia delizia", da haphetz, "desiderare", "deliziare") e bah ("in lei"), avente il significato di "la mia delizia è in lei"; è simile, dal punto di vista semantico, al nome Noemi. 
Si tratta di un nome biblico, usato nei paesi anglofoni dal XVI secolo; è portato nell'Antico Testamento da Hephzibah, moglie del re Ezechia e madre di Manasse (2Re 21:1); viene anche usato in Is 62:4 per descrivere Gerusalemme. Nelle versioni italiane dei testi sacri è reso nella forma Chefziba o Chefsiba.

## Onomastico
Il nome è adespota, cioè non è portato da alcuna santa; l'onomastico ricade eventualmente il 1º novembre, giorno di Ognissanti.

## Persone
- Hephzibah Menuhin, pianista, attivista e scrittrice statunitense

## Il nome nelle arti
- Hepzibah è un personaggio dei fumetti Marvel Comics.
- Hepzibah è un personaggio del telefilm Anne of Green Gables: A New Beginning.
- Hephzibah "Eppie" Marner è un personaggio del romanzo di George Eliot Silas Marner.
- Hepzibah Pyncheon è un personaggio del romanzo La casa dei sette abbaini di Nathaniel Hawthorne e del film del 1940 da esso tratto La casa dei sette camini, diretto da Joe May.
- Hepzibah Smith è un personaggio dei romanzi della serie Harry Potter, scritti da J. K. Rowling.
- Miss Mam'selle Hepzibah è un personaggio delle strisce a fumetti Pogo.